# Église Saint-Martin de Chavenon
L'église Saint-Martin se situe dans la commune française de Chavenon, dans le département de l'Allier.

## Histoire
Édifice des XIe siècle et XIIe siècle.
L'église fait l’objet d’une inscription au titre des monuments historiques depuis le 8 mai 1933.